# Betzisried

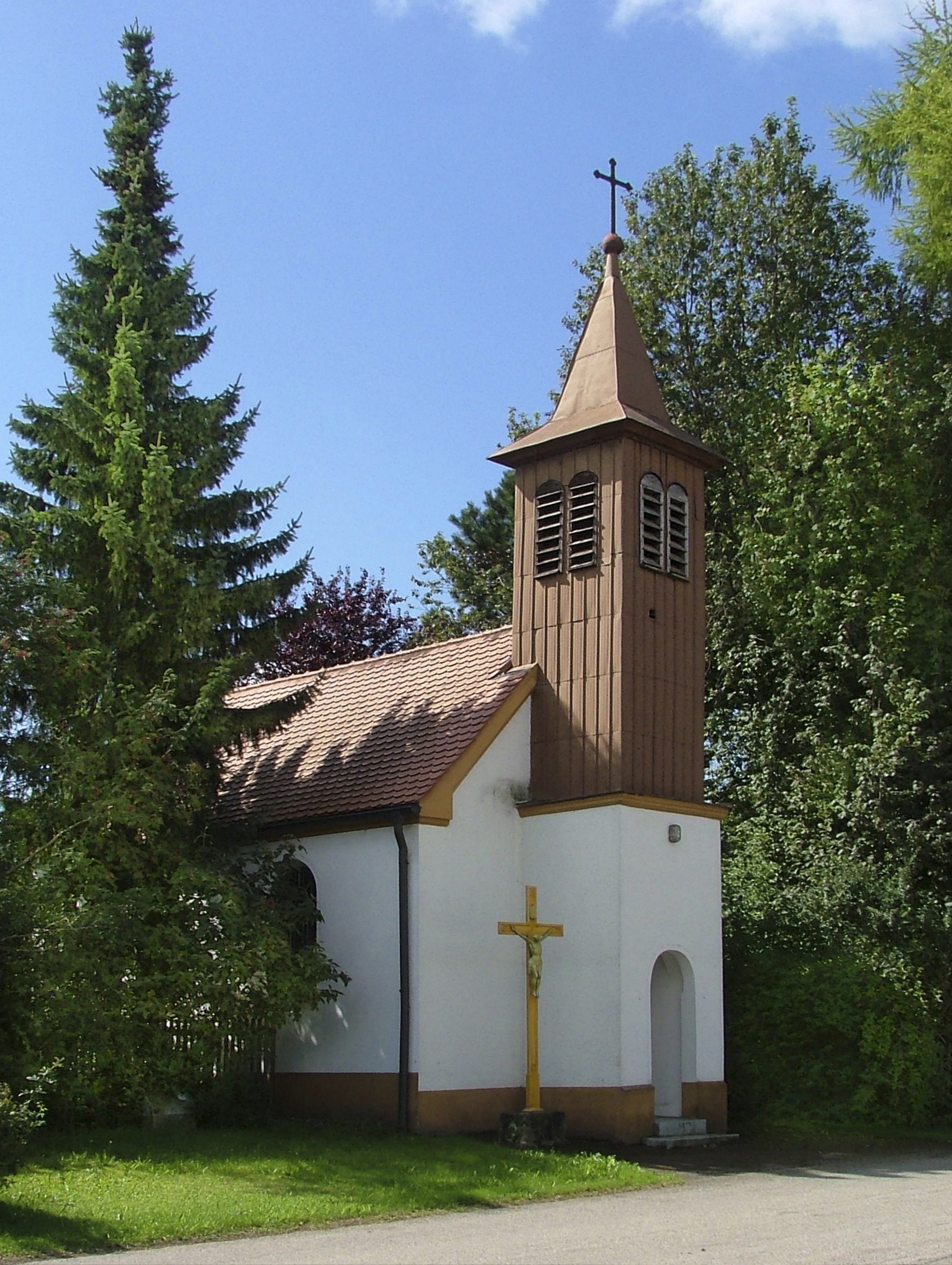
Kapelle St. Anna

Betzisried ist ein Gemeindeteil des oberschwäbischen Marktes Ottobeuren in Bayern.

## Geografie
Das Dorf Betzisried liegt etwa vier Kilometer östlich von Ottobeuren. Das Dorf ist durch die Staatsstraße 2013 mit dem Hauptort verbunden.

## Geschichte
Im Ottobeurer Dienstmannenverzeichnis ist um 1170 ein Konrad und Otto von Bertinesriet verzeichnet. Ein Hof wurde während der Amtszeit von Abt Konrad I. ausgelöst und an den Dienstmann Heinrich von Böglins verpfändet. An Ottobeurer Dienstmannen wurde der Ort bis zum 14. Jahrhundert vergeben. Das Memminger Oberhospital erhielt um 1499 Zinsen aus den in Betzisried vorhandenen Gütern. Um 1530 erhielten Memminger Bürger Zinsen aus dem Ort. 1564 hatte das Dorf 80 Einwohner. 1811 wurden 104 Einwohner gezählt, 1970 102.
Die Gemeinde Betzisried hatte 1964 eine Fläche von 1232,59 Hektar und umfasste die zwölf Gemeindeteile Bäuerle, 
Betzisried, Eheim, Eheimer Mühle, Gut, Hofs, Oberhaslach, Ölbrechts, Rempolz, Schochenhof, Steeger und Unterhaslach.
Am 1. Januar 1972 wurde die bis dahin selbständige Gemeinde in den Markt Ottobeuren eingegliedert.

## Sehenswürdigkeiten
Die St.-Anna-Kapelle enthält einen wertvollen spätgotischen Flügelaltar, der um 1510 bis 1520 gefertigt wurde. Er enthält Figuren der Anna selbdritt, des Heiligen Rochus und des Heiligen Sebastian.